# Heiko Petersen (Musiker)
Heiko Petersen (* 30. April 1968 in Osnabrück) ist ein deutscher Musiker. Er ist Landesposaunenwart in der Evangelischen Landeskirche in Baden.

## Leben und Wirken
Heiko Petersen studierte Schulmusik (Lehramt für Gymnasium) und Instrumentalpädagogik (Hauptfach Posaune) an der Hochschule für Musik Detmold. Seit 1997 ist er als Landesposaunenwart in der Landesarbeit der Evangelischen Posaunenchöre in Baden (Badische Posaunenarbeit) tätig.
Zu seinen Aufgaben gehören Posaunenchorbesuche in Südbaden, die Leitung von Lehrgängen und Freizeiten, die kirchenmusikalische D- und C-Ausbildung im Bereich der Bläserchorleitung, Beratung bei Noten- und Instrumentenfragen, Herausgabe von Noten und Tonträgern, Planung und Durchführung des Badischen Landesposaunentags und Redaktionelle Arbeit für das „Badische Posaunenchor Journal“. Die Aufgaben werden im Landesarbeitskreis der Badischen Posaunenarbeit koordiniert und teilweise im Team mit seinem Kollegen Armin Schaefer und weiteren Dozenten durchgeführt.
Darüber hinaus obliegt ihm die musikalische Leitung des Mittelbadischen Bläserkreises, des Südbadischen Blechbläserensembles und des Jugendposaunenchores Südbaden, drei Auswahlensembles der Badischen Posaunenarbeit. Zudem schreibt er Kompositionen und Arrangements für Posaunenchor und Blechbläserensemble. Seit 2001 ist Heiko Petersen Mitglied im Musikausschuss des EPiD. 1. Juli 2021 Ernennung zum Kirchenmusikdirektor.

## Notenausgaben (Auswahl)
- mit Armin Schaefer (Hrsg.): Töne der Hoffnung. Landesarbeit der Ev. Posaunenchöre in Baden, Karlsruhe 1998.
- mit Traugott Baur, Alfred Neumann, Armin Schaefer (Hrsg.): Vorspiele für Bläser zum Regionalteil Baden, Elsass und Lothringen, Pfalz des Evangelischen Gesangbuches. Strube, München 2001, ISMN M-2009-2632-3.
- mit Armin Schaefer (Hrsg.): Töne der Hoffnung 2. Landesarbeit der Ev. Posaunenchöre in Baden, Karlsruhe 2001.
- Rolf Schweizer: Präludium in swing, Toccata und Rondo für Blechbläser. Hrsg. Heiko Petersen. Strube, München 2004.
- mit Ludwig Pfatteicher (Hrsg.): Doppelchöre aus dem 16. und 17. Jahrhundert für zwei vierstimmige Bläserchöre. Strube, München 2005.
- mit Armin Schaefer (Hrsg.): Töne der Hoffnung 3. Landesarbeit der Ev. Posaunenchöre in Baden, Karlsruhe 2006.
- mit Armin Schaefer (Hrsg.): Töne der Hoffnung junior. Landesarbeit der Ev. Posaunenchöre in Baden, Karlsruhe 2007.
- (Hrsg.): Musik für Kirche und mehr. De Haske, Heerenveen 2008, ISBN 978-90-431-3000-4 (Posaunenchor Aktuell. Band 1).
- mit Armin Schaefer (Hrsg.): Töne der Hoffnung 4. Landesarbeit der Ev. Posaunenchöre in Baden, Karlsruhe 2010.
- mit Armin Schaefer (Hrsg.): Töne der Hoffnung 4 junior. Landesarbeit der Ev. Posaunenchöre in Baden, Karlsruhe 2011.

Als Mitglied des Musikausschusses des EPiD erschienen die Ausgaben der Reihe Gloria. Spielt zu Gottes Ehre seit 2001, Bläser-Begleitsätze für tiefe Stimmen zum Evangelischen Gesangbuch und Tiefes Blech (alle Strube, München).

## Diskographie (Auswahl)
- CD "Töne der Hoffnung" (1998)
- CD "Töne der Hoffnung 2" (2001)
- CD "Töne der Hoffnung 3" (2006)
- CD "blech & taste" (2008), Mittelbadischer Bläserkreis, Südbadisches Blechbläserensemble, Traugott Fünfgeld (Orgel), Heiko Petersen (Leitung), Live-Mitschnitt des Konzerts vom 31. Mai 2008 in der Leipziger Nikolaikirche anlässlich des Deutschen Evangelischen Posaunentages, Strube Verlag VS 2295 CD.
- CD "Töne der Hoffnung 4" (2010)

## Weblink
- Werke von und über Heiko Petersen im Katalog der Deutschen Nationalbibliothek

| Personendaten    | Personendaten     |
| ---------------- | ----------------- |
| NAME             | Petersen, Heiko   |
| KURZBESCHREIBUNG | deutscher Musiker |
| GEBURTSDATUM     | 30. April 1968    |
| GEBURTSORT       | Osnabrück         |